# سومیراگو
سومیراگو (به ایتالیایی: Sumirago) یک کومونه در ایتالیا است که در استان وارزه واقع شده‌است.

## خصوصیات
سومیراگو ۱۱٫۵ کیلومترمربع مساحت و ۶٬۰۳۲ نفر جمعیت دارد.